# Loxoconcha lenticulata
Loxoconcha lenticulata är en kräftdjursart som beskrevs av LeRoy 1943. Loxoconcha lenticulata ingår i släktet Loxoconcha och familjen Loxoconchidae. Inga underarter finns listade i Catalogue of Life.